# Sapromyza quadristrigata
Sapromyza quadristrigata är en tvåvingeart som beskrevs av Kertesz 1900. Sapromyza quadristrigata ingår i släktet Sapromyza och familjen lövflugor. Inga underarter finns listade i Catalogue of Life.